# Otto Lemke
Otto Wilhelm Lemke, född den 25 maj 1819 i Hjorteds socken, Kalmar län, död den 3 april 1900 i Stockholm, var en svensk skolman, präst och teologisk och biografisk författare. Han var måg till Johan Christian Wallensteen.
Lemke blev student vid Uppsala universitet 1837 och promoverades till filosofie doktor 1845. Han avlade teologie kandidatexamen 1848 och prästvigdes 1855. Lemke var lektor i teologi vid högre allmänna läroverket i Visby 1853–1895 och tillförordnad rektor där 1872–1875. Han var prebendekyrkoherde i Väskinde 1858–1865 och i Endre 1884–1896. Lemke promoverades till teologie doktor 1860 och till filosofie jubeldoktor 1895. Bland hans skrifter märks Öfversigt af de bibliska böckernas innehåll och historia (1860), Visby stifts herdaminne (1868; supplement 1892), Öfversättning af Pauli bref till de romare jemte commentar (1868); Embetslexikon för prester (1880) samt översättningar av Eusebii Kyrkohistoria (1878), av Martensens Ur min lefnad (1885) samt Augustini Enchiridion (1887). Lemke blev ledamot av Nordstjärneorden 1874.